# 穆里约县

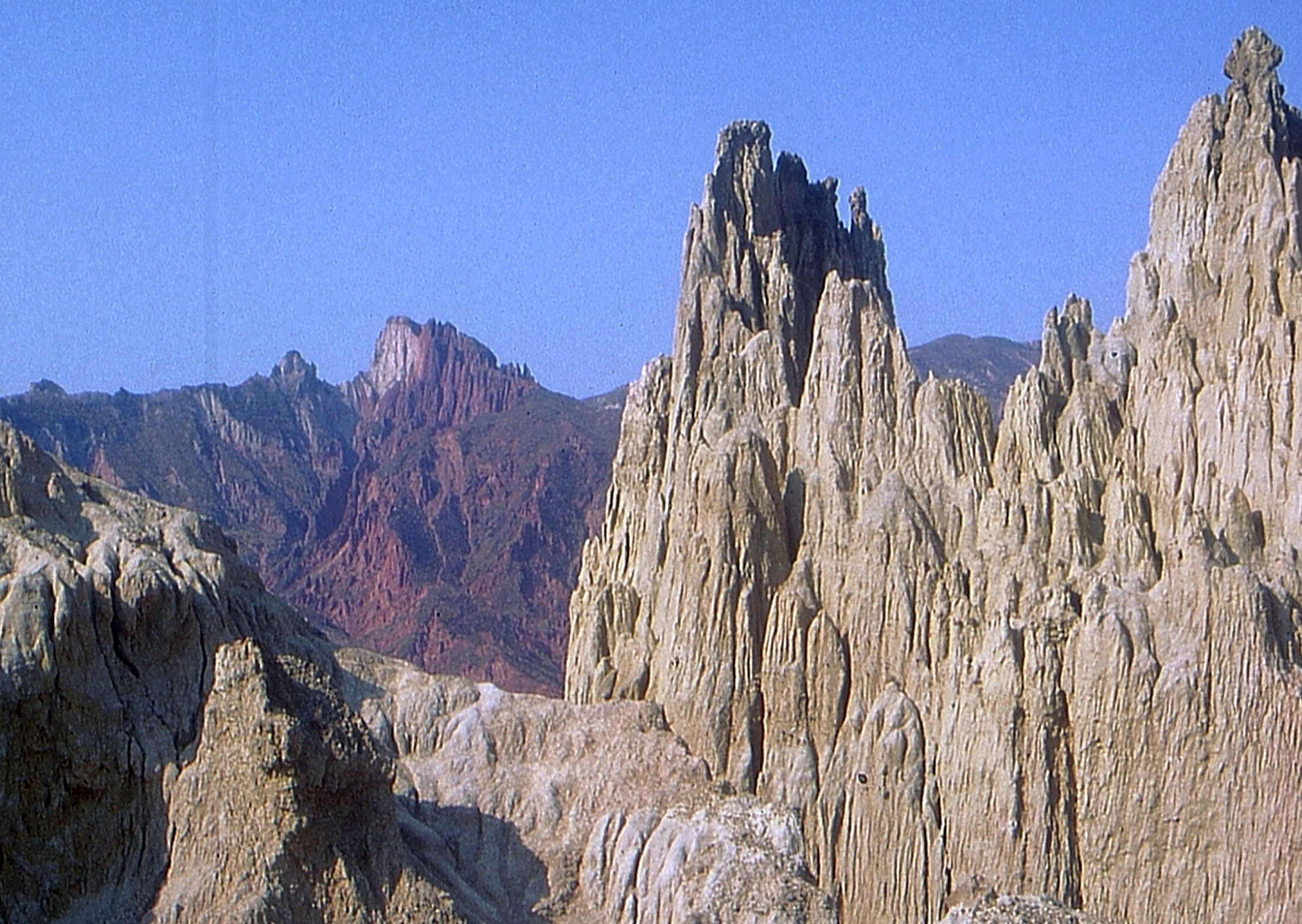

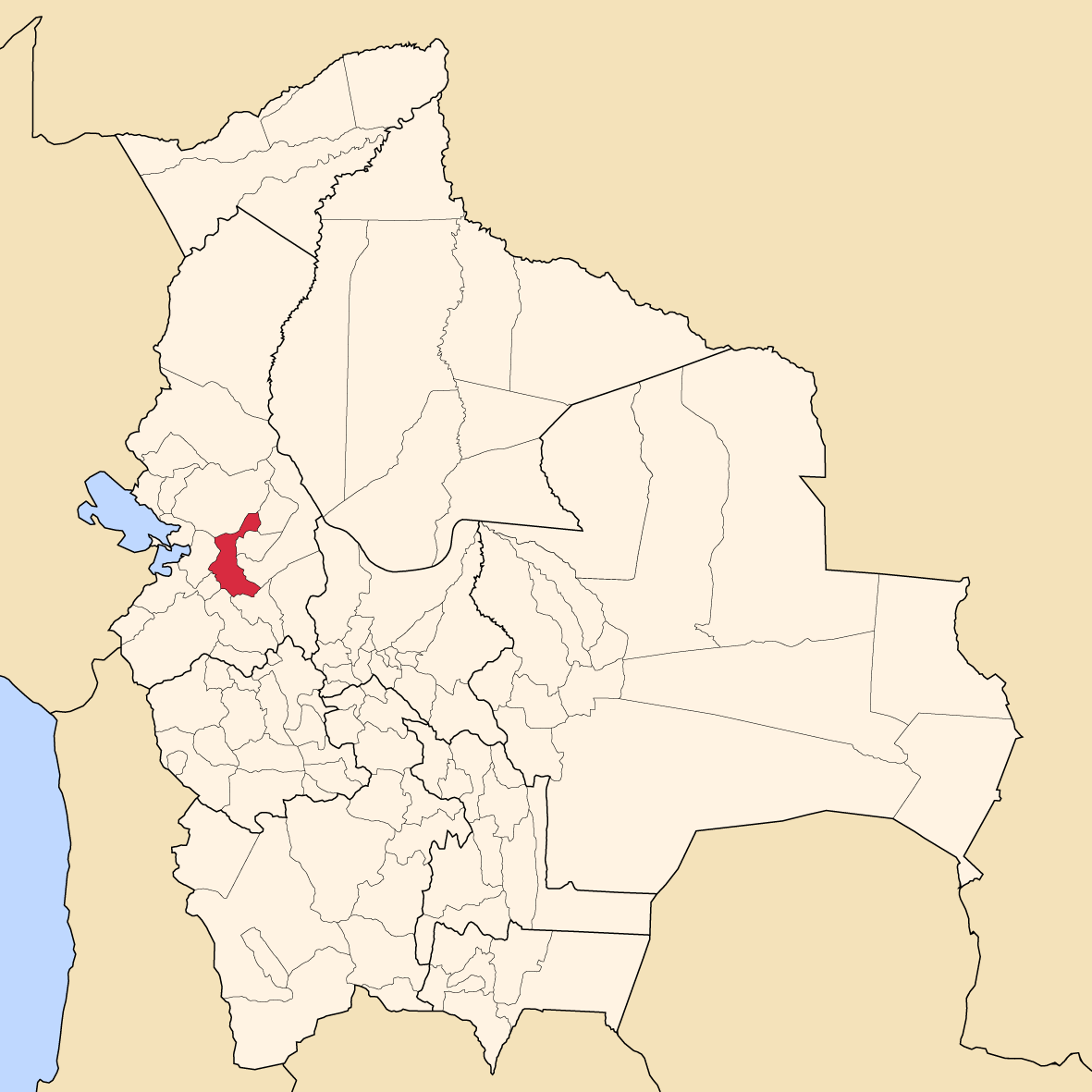

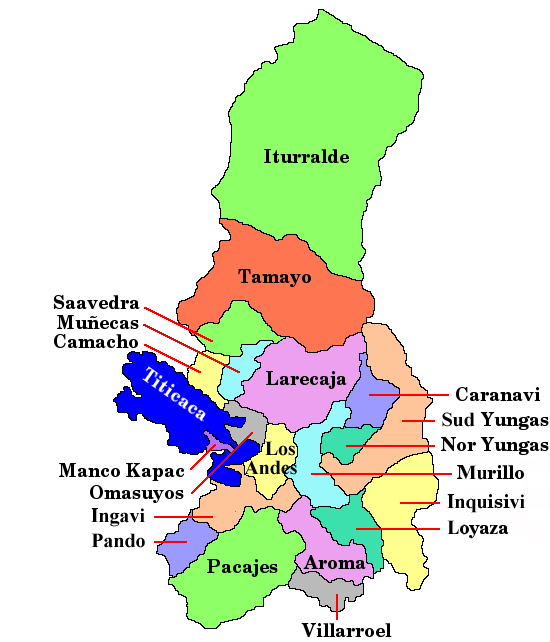

穆里約县（西班牙語：Provincia de Murillo），是玻利維亞的县份，位於該國西部，屬於拉巴斯省的一部分，县府設於帕爾卡，面積4,705平方公里，2012年人口1,663,099，人口密度每平方公里350人。